# Fiskars
Ne doit pas être confondu avec Fiskari.
Fiskars est une compagnie produisant des objets métalliques et en céramique fondée en 1649 dans le village de Fiskars sur la commune de Pohja en Finlande. Le siège de la société est situé à environ 100 km à l'ouest de Helsinki, près de l'ancienne route joignant Turku à Vyborg. Les produits les plus connus de Fiskars sont ses ciseaux, ses haches, mais aussi ses couteaux. Les manches orange de ses ciseaux sont particulièrement identifiables.

## Histoire
Fiskars fut fondé en 1649 lorsqu'un marchand hollandais, Peter Thorwöste, s'est vu donner, par Christine reine de Suède l'autorisation d’installer une fonderie de métal dans le petit village de Fiskari, ou Fiskars en suédois, près de Helsinki. Durant les premières années, Fiskars fabriquait des clous, du fil, des houes, des renforcements de roues, mais il n'est pas autorisé à produire des canons. 
Fiskars est la deuxième plus ancienne entreprise privée de Finlande. En 1915, Fiskars est entré à la Bourse de Helsinki.
Alors que le développement industriel s'accélérait en Europe, Fiskars était à la pointe de l'innovation et souhaitait faire de l'entreprise une manufacture de machines agricoles, d'engins à vapeur et d'outillages de maison. La première paire de ciseaux Fiskars fut créée il y a plus de 130 ans et était faite d'acier forgé. Le design le plus connu, les ciseaux ergonomiques orange, furent dessinés en 1967 par Olof Bäckström. Fiskars a également été une des premières entreprises en Europe à fabriquer des fours à micro-ondes.

## De nos jours
Entreprise multinationale, Fiskars est désormais une holding, qui comporte notamment :
- Fiskars Brands

La plus grande branche de la holding, qui produit toujours les objets traditionnels qui ont fait la renommée de la compagnie. Cette division est située à Madison, dans le Wisconsin aux États-Unis pour son siège social. Fiskars Brands est également implémenté dans l'Oregon, le Minnesota mais aussi en Europe, notamment à Bruxelles et à Helsinki.
Fiskars est également l'actionnaire majoritaire de Wärtsilä et opère aussi dans l'immobilier via un groupe dirigeant environ 150 km² de terrain près du lieu de naissance de la compagnie.
- Fiskars Corporation

Le siège est situé à Helsinki. C'est le siège principal qui supervise toutes les opérations.
- Gerber Legendary Blades

Entreprise américaine rachetée en 1989 dont la production est centrée sur la coutellerie, l'équipement de défense et le matériel de plein air.
- Iittala

En mai 2007, Fiskars rachète l'entreprise finlandaise Iittala spécialisée dans les objets de décoration et les arts de la table. Iittala avait racheté la marque Rörstrand.
- Inha Works

Située à Ähtäri en Finlande, cette entreprise appartient à 100 % par Fiskars et produit des bateaux en aluminium sous le nom Buster.
- Leborgne

En mai 2007, Fiskars rachète l'entreprise savoyarde Leborgne qui fabrique depuis presque deux siècles des outils à main pour les chantiers. Son outil industriel de métallurgie lui a permis de fournir les outils pour le creusement du canal de Suez. La société toujours productrice en Savoie bénéficie d’une excellente reconnaissance dans le monde du BTP et du jardin. En avril 2019, Leborgne redevient française à la suite de son rachat par le groupe Sextant qui détient notamment la société Mob Mondelin.  
- Royal Copenhagen (achetée en 2012)

- Waterford Wedgwood

En juillet 2015, Fiskars rachète la holding irlandaise WWRD Holdings Ltd, et prend le contrôle des marques Waterford (cristal), Wegdwood, Royal Doulton, Royal Albert et la cristallerie slovène Rogaška.

## Évolutions actuelles
Le groupe dispose d'un solide portefeuille de marques internationales reconnues telles que Fiskars, Iittala, Gerber, Wegdwood. Elle est cotée au NASDAQ OMX Helsinki Finlande, aujourd’hui considéré comme l'une des plus anciennes entreprises d’Europe, tout en restant très innovante. En 2016, Fiskars a enregistré un chiffre d'affaires de 1,4 milliard d'euros et compte plus de 8 500 employés répartis dans plus de 20 pays.